# Пети, Эмманюэль
Эмманюэ́ль Лора́н Пети́ (фр. Emmanuel Laurent Petit; род. 22 сентября 1970[…], Дьеп) — французский футболист, игравший на позиции опорного полузащитника. Выступал за такие клубы, как «Монако», лондонский «Арсенал», «Барселона» и «Челси». Чемпион мира 1998, чемпион Европы 2000 в составе сборной Франции.

## Карьера
Пети начал профессиональную карьеру в клубе «Монако» в 1988 году. В то время «Монако» был действующим чемпионом Франции, а возглавлял его начинающий тренер Арсен Венгер. В дебютном для Пети сезоне 1988/89 клуб финишировал третьим, а также вышел в финал Кубка Франции, где уступил 3:4 «Марселю», выигравшему также и чемпионат. В следующем сезоне «Монако» снова стал третьим в первенстве, чемпионом же опять стал «Марсель», лидер французского футбола тех лет. «Монако» в те годы также мог быть назван одной из ведущих команд Лиги 1, но «Марселю» он всё же чаще уступал. В сезоне 1990/91 «Монако» взял у «Марселя» реванш в финале Кубка (1:0), а в чемпионате монегаски поднялись на второе место, всё же не сумев опередить марсельцев.
Пети по приходе в клуб сразу же пробился в основной состав, в то время он играл не в полузащите, как в более позднее время, а на позиции центрального или левого защитника, он играл, в частности, и в обоих вышеупомянутых кубковых финалах. Пети получил 17-й номер в «Монако», позже и во всех других своих командах он играл только под этим номером.
14 августа 1990 года молодой защитник дебютировал в сборной Франции в товарищеской игре с Польшей (счёт 0:0). В сезоне 1991/92 «Монако» повторил успех в чемпионате, став вторым позади «Марселя», дошёл до финала Кубка Франции (финал в итоге был отменён после гибели 18 человек из-за обрушения трибуны на втором полуфинале «Бастия» — «Марсель») и также стал финалистом Кубка кубков, уступив в финале «Вердеру» 0:2. К этому времени Пети уже был одним из лидеров команды, а также закрепился в сборной Франции, в составе которой принял участие в чемпионате Европы 1992, где французы не смогли выйти из группы.
В сезоне 1992/93 «Монако» стал в чемпионате третьим (после того, как у «Марселя» отобрали чемпионский титул в результате скандала с договорными матчами, третье место монегасков превратилось во второе), потом два сезона подряд команда не попадала в тройку лучших. В сезоне 1995/96 «Монако» снова стал третьим. В игре Пети в эти годы последовал некоторый спад, выразившийся в том числе в том, что он стал редко вызываться в сборную и не был приглашён на ЧЕ-1996. Тем не менее, Пети оставался одним из лидеров «Монако». В сезоне 1996/97 «Монако» уверенно выиграл Чемпионат Франции, и Пети был капитаном команды. По окончании сезона лидер и капитан «Монако» перешёл в лондонский «Арсенал», который к тому времени уже год возглавлял Арсен Венгер.
В «Арсенале» Венгер окончательно перевёл Пети в полузащиту, в центре которой Эмманюэль составил связку с ещё одним французом, Патриком Виейра. Первый сезон Пети в новой команде, сезон 1997/98, стал поистине триумфальным: «канониры» выиграли и чемпионат Премьер-лиги, и Кубок Англии. Помимо этого, Пети начали снова регулярно приглашать в сборную.
Вызвали его и на ставший победным для французов чемпионат мира 1998, где он был одним из ведущих игроков, провёл пять игр из шести, забил два гола — победный мяч в ворота датчан (счёт 2:1) в группе и третий мяч на последней минуте финала в ворота бразильцев (счёт 3:0), также первый гол финала был забит Зиданом после навеса Пети с углового.
Последующие два сезона на клубном уровне ознаменовались двумя вторыми местами «Арсенала» в Премьер-лиге. Впереди оба раза был «Манчестер Юнайтед».
Пети стал чемпионом Европы 2000 года в составе сборной, проведя на турнире три матча из шести, голов не забивал.
Летом того же года он перешёл из «Арсенала» в «Барселону», сумма трансфера составила £7 млн. В «Барселоне» его ставили в основном в защиту. По ходу сезона 2000/01 он получил несколько травм. «Барселона» в том сезоне заняла 4-е место в Примере. По окончании сезона Пети покинул этот клуб и перешёл в «Челси» за £7,5 млн.
В сезоне 2001/02 «Челси» занял 6-е место в Премьер-лиге и дошёл до финала Кубка Англии, где уступил бывшему клубу Эммануэля «Арсеналу» 0:2. В сезоне 2002/03 «Челси» стал в чемпионате четвёртым. Оба эти сезона Пети был игроком основного состава, образуя в центре полузащиты связку с Фрэнком Лэмпардом.
На провальном для французов ЧМ-2002, где они заняли последнее место в группе, Пети сыграл две игры из трёх. А через восемь месяцев, 12 февраля 2003 года, Пети сыграл свой последний матч за национальную команду, товарищескую встречу со сборной Чехии, которую французы проиграли 0:2.
Сезон 2003/04 стал последним для Пети в профессиональном футболе. В том сезоне он провёл всего лишь шесть игр. Сыграть больше ему не дали несколько подряд травм колена. Летом 2004 года Пети покинул «Челси» и стал свободным агентом. Затем он несколько месяцев тщетно искал себе новую команду, была возможность его возвращения в «Арсенал», но в итоге оно так и не состоялось, также он недолго тренировался с «Болтоном». Затем он узнал, что ему предстоит операция на колене и что он больше не сможет играть в полную силу на серьёзном уровне. 20 января 2005 года Эмманюэль Пети объявил о завершении спортивной карьеры.

## Личная жизнь

### Семья
Эмманюэль Пети был женат на французской актрисе Агате де ла Фонтен. От этого брака у Пети родилась дочь Зоя. Вторым браком он сочетался с Марией Сервелло, в этом браке родилась дочь Виолетт в 2007 году. У Эмманюэля был брат Оливье, который занимался также футболом и играл за команду «Арк» — в 1988 году во время игры он скончался на поле от разрыва сосуда и кровоизлияния в мозг. По воспоминаниям Эмманюэля, это потрясло его настолько, что он впал в сильную депрессию и в какой-то момент он даже хотел уйти из футбола.

### Посол организаций
В 2011 году Эмманюэль Пети стал послом чемпионата мира по футболу среди бездомных, прошедшего в том году в Париже. С мая 2016 года он сотрудничает с онлайн-брокером UFX.com и является послом её французского филиала.

## Клубная статистика
| Выступление      | Выступление      | Выступление      | Лига | Лига | Кубки | Кубки | Еврокубки | Еврокубки | Итого | Итого |
| Клуб             | Лига             | Сезон            | Игры | Голы | Игры  | Голы  | Игры      | Голы      | Игры  | Голы  |
| ---------------- | ---------------- | ---------------- | ---- | ---- | ----- | ----- | --------- | --------- | ----- | ----- |
| Монако           | Лига 1           | 1988/89          | 9    | 0    | 9     | 1     | 0         | 0         | 18    | 1     |
| Монако           | Лига 1           | 1989/90          | 28   | 0    | 1     | 0     | 7         | 0         | 36    | 0     |
| Монако           | Лига 1           | 1990/91          | 27   | 1    | 6     | 0     | 5         | 0         | 38    | 1     |
| Монако           | Лига 1           | 1991/92          | 28   | 0    | 4     | 0     | 7         | 0         | 39    | 0     |
| Монако           | Лига 1           | 1992/93          | 24   | 1    | 2     | 0     | 0         | 0         | 26    | 1     |
| Монако           | Лига 1           | 1993/94          | 28   | 0    | 2     | 0     | 10        | 0         | 40    | 0     |
| Монако           | Лига 1           | 1994/95          | 25   | 1    | 2     | 0     | 0         | 0         | 27    | 1     |
| Монако           | Лига 1           | 1995/96          | 23   | 1    | 3     | 0     | 1         | 0         | 27    | 1     |
| Монако           | Лига 1           | 1996/97          | 29   | 0    | 4     | 0     | 7         | 0         | 40    | 0     |
| Монако           | Итого            | Итого            | 221  | 4    | 33    | 1     | 37        | 0         | 291   | 5     |
| Арсенал          | Премьер-лига     | 1997/98          | 32   | 2    | 10    | 0     | 2         | 0         | 44    | 2     |
| Арсенал          | Премьер-лига     | 1998/99          | 27   | 4    | 4     | 2     | 3         | 0         | 34    | 6     |
| Арсенал          | Премьер-лига     | 1999/00          | 26   | 3    | 4     | 0     | 10        | 0         | 40    | 3     |
| Арсенал          | Итого            | Итого            | 85   | 9    | 18    | 2     | 15        | 0         | 118   | 11    |
| Барселона        | Примера          | 2000/01          | 23   | 1    | 5     | 0     | 10        | 0         | 38    | 1     |
| Барселона        | Итого            | Итого            | 23   | 1    | 5     | 0     | 10        | 0         | 38    | 1     |
| Челси            | Премьер-лига     | 2001/02          | 27   | 1    | 8     | 0     | 3         | 0         | 38    | 1     |
| Челси            | Премьер-лига     | 2002/03          | 24   | 1    | 6     | 1     | 1         | 0         | 31    | 2     |
| Челси            | Премьер-лига     | 2003/04          | 4    | 0    | 1     | 0     | 2         | 0         | 7     | 0     |
| Челси            | Итого            | Итого            | 55   | 2    | 15    | 1     | 6         | 0         | 76    | 3     |
| Всего за карьеру | Всего за карьеру | Всего за карьеру | 384  | 16   | 71    | 4     | 68        | 0         | 523   | 20    |

## Достижения

### Клубные

#### «Монако»
- Чемпион Франции: 1996/97
- Обладатель Кубка Франции: 1990/91

#### «Арсенал»
- Чемпион Англии: 1997/98
- Обладатель Кубка Англии: 1997/98

### В сборной
- Чемпион мира 1998 года
- Чемпион Европы 2000 года

### Личные
- Третий игрок Европы по версии французского журнала Onze Mondial: 1998
- Игрок месяца английской Премьер-лиги: апрель 1998
- Включён в «команду года» по версии ПФА: 1998/99
- Орден Почётного легиона: 1998